# Морфолин
Морфоли́н — гетероциклическое соединение (тетрагидрооксазин-1,4). Химическая формула HN(CH2CH2)2O. 
Ядовит. 
Используется в органическом синтезе как катализатор в качестве основания (акцептор протона), в частности, для получения геминальных дитиолов.

## История
Морфолин впервые синтезировал в 1889 году немецкий химик-органик Людвиг Кнорр и он же дал веществу название, ошибочно полагая, что эта структурная единица входит в молекулу морфина.

## Физические свойства
Бесцветная гигроскопичная жидкость со слабым аминным запахом рыбы.
Смешивается с водой, ацетоном, диэтиловым эфиром.
Молекула морфолина имеет конформацию в виде «кресла».

## Химические свойства
Морфолин вступает в большинство реакций, характерных для вторичных аминов. Благодаря атому кислорода, оттягивающего электронную плотность на себя от атома азота, он менее нуклеофильный и менее основный, чем структурно аналогичный вторичный амин, такой как, например, пиперидин. Поэтому он образует стойкий хлорамин.

## Получение
Морфолин получают дегидратацией диэтаноламина
или аминированием бис(2-хлорэтилового)эфира:

## Очистка
Для очистки его сушат над сернокислым кальцием, после чего с осторожностью дробно перегоняют. Рекомендуют также перегонку или высушивание над металлическим натрием, либо высушивание над гидроксидом калия (KOH), перегонкой, выдерживанием над металлическим натрием и повторной перегонкой.

## Применение

### В промышленности
Морфолин — ингибитор коррозии. Морфолин — обычная добавка с концентрацией в миллионных долях, для регулирования pH как в топливных системах с использованием минеральных топлив, так и в системах охлаждения ядерных реакторов. С этой целью морфолин применяется из-за его летучести близкой к летучести воды, то есть, при добавлении морфолина в воду, его концентрации в воде и парах примерно одинаковы и он распространяется вместе с водяным паром через весь парогенератор, обеспечивая регулирование pH и защиту от коррозии.
Морфолин достаточно устойчив и медленно разлагается в отсутствие кислорода при высоких температурах и давлениях в парогенераторах.
Используется в качестве абсорбента для очистки газов от CS2 и карбонилсульфида (COS).

### Органический синтез
Морфолин широко используется в органическом синтезе. Например, его фрагмент входит в структуру антибиотика линезолида и противоракового препарата Gefitinib.
Он также широко используется для получения енаминов.
Морфолин используется в качестве амина в модификации Киндлера реакции Вильгеродта для получения ω-арилалкановых кислот.
В исследованиях и в промышленности, дешевизна и полярные свойства морфолина привела к его широкому применению в качестве растворителя для реагентов химических реакций.

## Безопасность
Морфолин — легковоспламеняющаяся жидкость. Температура вспышки 35 °С, температура самовоспламенения 230 °С.
Пары раздражают слизистые оболочки дыхательных путей, при попадании на кожу вызывают жжение. ЛД50 15-100 мг/кг (мыши и морские свинки, перорально); ПДК 0,5 мг/м3.